# Cyclocardia bailyi
Cyclocardia bailyi är en musselart som först beskrevs av J. Q. Burch 1944.  Cyclocardia bailyi ingår i släktet Cyclocardia och familjen Carditidae. Inga underarter finns listade i Catalogue of Life.